# Trishuli
La Trishuli (népalais : त्रिशूली नदी, triśūlī ; chinois simplifié : 特耳苏里河 ; chinois traditionnel : 特耳蘇里河 ; pinyin : Tè'ěrsūlǐ Hé) est une rivière transfrontalière et l'un des principaux affluents du bassin de la rivière Gandaki, dans le centre du Népal. Elle prend sa source au Tibet (sud de la Chine), où elle est appelée Kyirong Tsangpo (tibétain : སྐྱིད་གྲོང་གཙང་པོ།, Wylie : skyid grong gtsang po ; THL : Kyirong Tsangpo ; en chinois : 古隆藏布, pinyin : Gǔlóng Zàngbù).

## Étymologie
Le nom de la rivière Trishuli provient de trishula, qui est le trident que possède Shiva, puissant dieu de la religion hindoue. Une légende affirme que, près des lacs de Gosainkund, dans les hautes-montagnes himalayennes, Shiva aurait enfoncé son trident dans la terre pour créer trois sources, dont celle de la rivière Trishuli. En langue tibétaine, le suffixe Tsangpo (en) désigne une rivière s'écoulant dans la région de l'Ü-Tsang, c'est-à-dire à l'ouest de la ville de Lhassa.

## Parcours

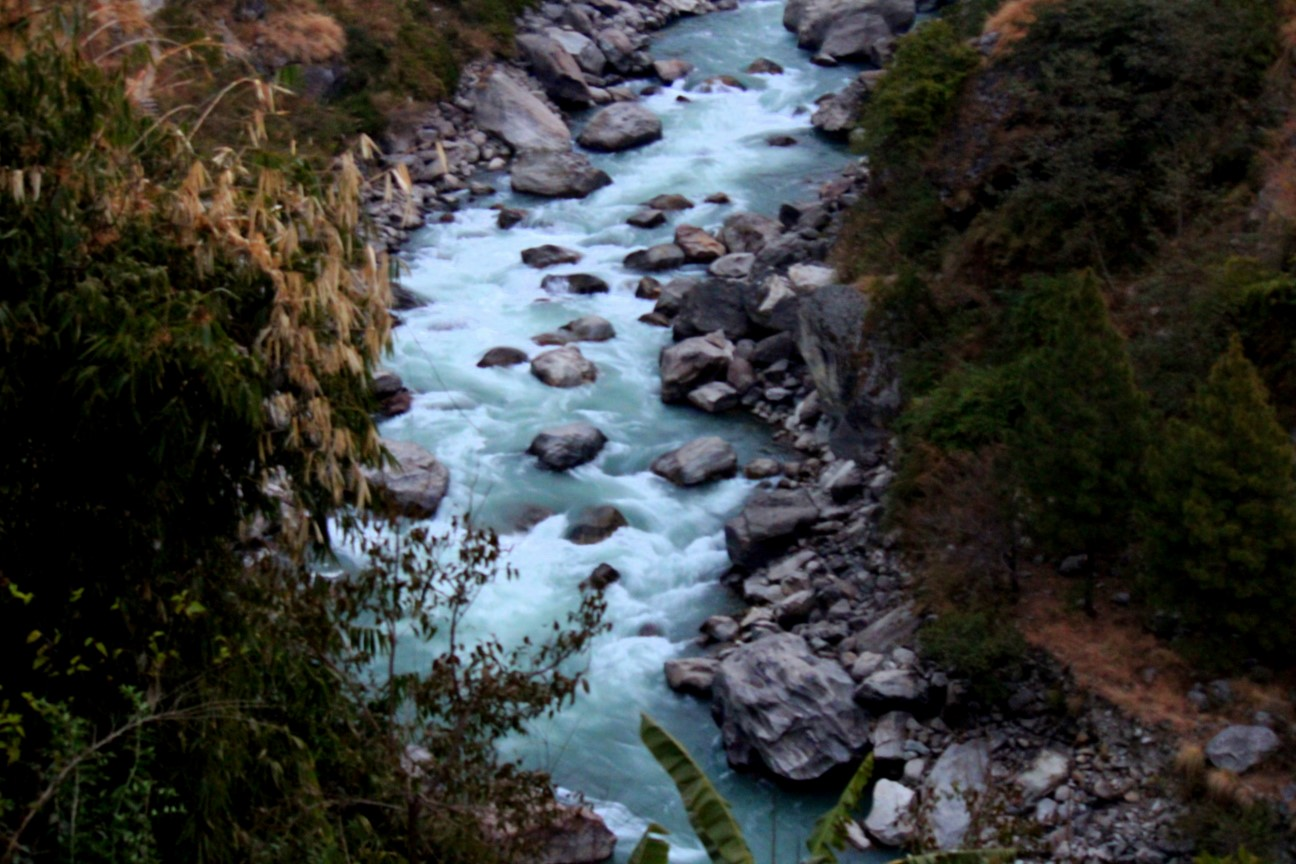
La rivière Trishuli dans le Rasuwa, au Népal

Les terres les plus à l'ouest de la région de l'Ü-Tsang sont également connues sous le nom de Lato, la région des hautes-montagnes du Tibet. Le Lato du nord comprend le cours supérieur du Yarlung Tsangpo et du Raga Tsangpo. Le Lato du sud comprend le cours supérieur du Bum-chu, du Matsang Tsangpo et du Kyirong Tsangpo. Après avoir passé la crête principale de l'Himalaya, le cours d'eau creuse une vallée entre les massifs du Langtang Himal (de) (à l'est) et du Ganesh Himal. Il longe ensuite l'ouest du parc national de Langtang. Dans la ville de Bidur, la rivière s'oriente progressivement vers l'ouest et accueille les affluents Budhigandaki, Marsyangdi et Seti Gandaki par la rive droite.
La gorge et la vallée du Kyirong forment l'une des régions alpines les plus pittoresques du Tibet. Zongga (en), la capitale du xian de Gyirong, surplombe la confluence du Kyirong Tsanpo et de son principal affluent, la Zarong-chu. La gorge de Kyirong donne sur le Ragma à 3 000 m d'altitude.
Ensuite, la rivière s'écoule au Népal et rejoint la Gandaki à Devghat ; la Gandaki rejoint à son tour le Gange en Inde. La longueur totale du parcours de la rivière est d'environ 200 km.

## Bassin
Plus de 60 % du bassin versant de la rivière Trishuli se trouve au Tibet. 9 % de sa surface sont recouverts par des neiges et des glaciers. 85 % de la zone de draînage de la rivière d'une surface de 4 640 km2 se trouvent au-dessus de 3 000 mètres d'altitude, dont 11 % au-dessus de 6 000 m. À Betrawati, l'altitude est d'environ 600 m. Le débit de la rivière Trishuli est proche de celui de la Narayani, en saison sèche comme en saison de fonte des neiges.

## Sports
Trishuli est l'une des rivières où l'on pratique le plus le rafting au Népal ; cela est notamment dû à la présence de gorges et de grandes rapides ainsi qu'un accès facile depuis les villes de Katmandou et Pokhara, notamment grâce à la proximité de l'Autoroute de Prithivi (en). Le parc national de Chitawan est également facilement accessible.

## Centrales hydroélectriques
- En amont de Trisuli (24 MW, 7 unités, construite entre 1967 et 1970) (coordonnées : 27.96288 N, 85.17074 E)27° 57′ 46″ N, 85° 10′ 15″ E
- Nepal Upper Trishuli-1 avec 216 MW près de Dhunche (en construction)
- Galchh avec 75 MW près de Dhodbesi (en construction)